# Lesley Moore
Lesley Moore (* 29. Januar 1950 in Manchester) ist eine ehemalige englische Squashspielerin.

## Karriere
Lesley Moore war in den 1970er- und 1980er-Jahren als Squashspielerin aktiv. Mit der britischen Nationalmannschaft wurde sie 1979 Weltmeisterin. In den fünf Begegnungen kam sie zweimal zum Einsatz und gewann beide Partien. Als Mitglied der englischen Nationalmannschaft wurde sie 1978, 1979 und 1980 auch Europameisterin.
1979 und 1981 nahm sie an den Weltmeisterschaften im Einzel teil. 1979 scheiterte sie in der zweiten Runde an Barbara Wall, 1981 schied sie in der dritten Runde gegen Rhonda Thorne aus.

## Erfolge
- Weltmeisterin mit der Mannschaft: 1979
- Europameisterin mit der Mannschaft: 3 Titel (1978, 1979, 1980)
- Neuseeländische Meisterin: 1979